# Je cours (chanson de Kyo)
Pour les articles homonymes, voir Je cours.
Singles de Kyo
Dernière Danse Je saigne encore
Pistes de Le Chemin
Le chemin Dernière danse
Je cours est une chanson de Kyo parue en 2003 sur l'album Le Chemin. Le clip est réalisé par Mark Maggiori.
Cette chanson raconte le destin d'un adolescent, rejeté de tous, qui cherche le bonheur malgré lui dans un univers sombre.
Une nouvelle version de la chanson est sortie en 2023, en duo avec Nuit Incolore.

## Classement des ventes
| Pays                                    | Meilleure position |
| --------------------------------------- | ------------------ |
| Belgique (Wallonie Ultratip 50)         | 1                  |
| Belgique (Wallonie Ultratop 50 Singles) | 8                  |
| France (SNEP)                           | 20                 |
| Suisse (Schweizer Hitparade)            | 41                 |